# Just Jaeckin
Just Jaeckin (Vichy, 8 agosto 1940 – Saint-Briac-sur-Mer, 6 settembre 2022) è stato un regista, fotografo e gallerista francese.

## Biografia
Dapprima fotografo di moda, esordì alla regia cinematografica con uno dei più celebrati film erotici della storia: Emmanuelle, il primo di una lunga saga, ispirato all'omonimo libro di Emmanuelle Arsan. La pellicola rese popolarissima l'attrice protagonista, Sylvia Kristel.
In seguito rimase sempre nello stesso filone, spaziando anche nell'erotismo sadomaso in Histoire d'O.
Tornò a poi a dirigere la Kristel in L'amante di Lady Chatterley. Nel 1984, ispirandosi all'omonimo fumetto a tematica bondage di John Willie, diresse Gwendoline.
Assieme alla moglie Anne gestiva una galleria d'arte a Parigi in cui esponeva le sue opere di pittura e scultura.
Just Jaeckin è morto il 6 settembre 2022, all'età di 82 anni.

## Filmografia
- Emmanuelle (1974)
- Histoire d'O (1975)
- Madame Claude (1977)
- Un uomo in premio (Le dernier amant romantique) (1978)
- L'île aux sirènes, episodio del film Collections privées (1979)
- Girls (1980)
- L'amante di Lady Chatterley (Lady Chatterley's Lover) (1981)
- Salut champion - serie TV, 2 episodi (1981)
- Gwendoline (1984)